# Hervé Le Nabasque
Hervé Le Nabasque est un juriste français spécialiste du droit des sociétés et du droit financier. Professeur agrégé des facultés de droit il enseigne à l’Université Panthéon-Sorbonne.

## Biographie
Diplômé, notamment, du DJCE (diplôme de juriste conseil d'entreprise) de Rennes en 1979,  il devient docteur en droit en 1986 après avoir soutenu sa thèse intitulée Le pouvoir dans l'entreprise sous la direction du Professeur Jean Paillusseau, puis agrégé des facultés de droit la même année (1986) et professeur, successivement, à l'Université de Reims, de Paris X Nanterre, puis de Paris 1 en 1999. 
Hervé Le Nabasque est également consultant pour le cabinet américain Weil, Gotshal & Manges.
Directeur de la formation de la licence en droit privé de l’Université Paris I Panthéon-Sorbonne, où il enseigne le droit des sociétés, et du Master 2 de droit des affaires de l’Université Paris I Panthéon-Sorbonne depuis 2014. Il est par ailleurs professeur en droit des instruments financiers au sein du Master 2 (Recherche) de droit financier de l'’Université Paris I Panthéon-Sorbonne.
Hervé Le Nabasque est le directeur du Centre de recherche de droit financier qui fut créé en 2001 par les Professeurs Alain Couret, Paul Le Cannu et lui-même.
Il est membre de l’Association française d'arbitrage (AFA) qui a pour vocation de promouvoir l’arbitrage pour la résolution des litiges.
Il a de plus une large aura dans la doctrine française et européenne du droit des affaires. Membre du comité éditorial de la revue trimestrielle de droit financier et de la revue des sociétés, directeur scientifique du Bulletin Joly Sociétés, co-directeur scientifique de la revue de droit bancaire et financier  il publie activement dans des revues spécialisées en droit des sociétés, financier et boursier. 
En 2008, il reçoit le premier Oscar du droit des sociétés et de la bourse décerné à son ouvrage « Droit financier » publié sous la direction d’Alain Couret.
En 2023, Hervé Le Nabasque annonce se retirer de l'enseignement universitaire pour se consacrer à la rédaction d'articles de doctrine et à son activité de consultant.

## Principaux ouvrages
- Droit financier, Dalloz-Sirey, 2008, 2012 et 2020
- La Sortie de l'investisseur, Litec, 2007
- Valeurs mobilières, Augmentation de capital, Francis Lefebvre, 2007
- Quel avenir pour le capital social ?, Dalloz-Sirey, 2004
- La Transmission de l'entreprise familiale, Dalloz-Sirey, 1992